# Gryllotalpa major
Gryllotalpa major là một loài dế trũi trong họ Gryllotalpidae có tên là dế trũi thảo nguyên. Đây là loài đặc hữu của Hoa Kỳ và là loài dế lớn nhất Bắc Mỹ. Môi trường sinh sống tự nhiên của nó là những vùng thảo nguyên ôn hòa. Chúng hiện đang bị đe dọa vì mất môi trường sống và hiện tại chỉ hiện diện ở vùng 4 góc Oklahoma, Kansas, Missouri và Arkansas.